# Stone (groupe)
Pour les articles homonymes, voir Stone.
Stone est un groupe de thrash metal finlandais, originaire de Kerava. Le groupe est formé en 1984 et compte un total de quatre albums studio : Stone (1988), No Anaesthesia! (1989), Colours (1990) et Emotional Playground (1991). Le groupe se sépare officiellement en 1991. Depuis sa dissolution, le groupe se réunit occasionnellement pour certains concerts et festivals.

## Biographie

### Genèse (1985–1987)
Les membres fondateurs sont Roope Latvala (guitare) et son ami Janne Joutseniemmi (chants et basse). Pendant quelques années, ils fondent des groupes avec divers noms, avant d'adopter celui de Cross of Iron. Le premier aspect de leur musique est surtout orienté punk. Le groupe démarre vraiment quand Jiri Jalkanen (guitare) et Pekka Kasari (batterie) rejoignent la bande, ce dernier apporte un nouvel élément : la double pédale. Ils adoptent alors le nom de Stone et commencent à jouer une musique dans un style heavy metal. 
Avant de réaliser leur premier album, ils participent à beaucoup de concerts organisés dans des clubs ou encore des petits festivals, mais la plupart des membres étant jeunes (15-16 ans) cela les limite à un public jeune. C'est en commençant à avoir un son plus agressif et plus rapide que Stone acquit une popularité, notamment lors du festival Metal Massacre. En 1987, ils sont remarqués par le magazine finlandais de rock Rumba, dont le journaliste Zeus Mattila fait une critique favorable, il écrira notamment : « J'ai vu l'avenir du métal finlandais, il s'appelle Stone ! »[réf. nécessaire]. Ce qui à l'époque est pour le groupe (qui n'a encore rien signé) un tremplin ; en effet la plupart des petites formations dites extrêmes avait été ignorées de la presse spécialisée finlandaise et des labels. Avec leurs premières démos (produites par Mikko Karmila), ils signent au label Megamania.

### Percée (1987–1989)
Ils sortent leur premier single Real Delusion en novembre 1987, et en 1988 leur premier album Stone. L'album s'ouvre avec leur titre phare Get Stoned, ils marquent avec celui-ci leur empreinte : riffs lourds et solos techniques, guitares incisives, techniques vocales volontairement bourrues. Après le succès du single et de l'album, les labels finlandais (qui avaient été réticents) voulurent leur propre groupe de speed metal. Par la suite, hormis Stone et des groupes comme Air Dash, la plupart ne survécurent pas.
Mais la véritable percée s'effectue en 1989, le groupe réalise son deuxième album qui est pour beaucoup le meilleur No Anaesthesia !. Sur celui-ci il adopte un style plus technique, plus complexe (Sweet Dreams) et surtout plus long avec des titres comme No Anaesthesia ! et Back to the Stone Age.

### Crise et séparation (1990–1991)
Après un concert le 15 mars 1990 au Tastavia Club à Helsinki, Jiri est renvoyé du groupe pour des raisons qui restent obscures. Malgré ce problème le groupe décide de ne pas abandonner et le remplace par Markku Niiranen (guitariste de Airdash). Colours, le troisième album, est publié à la fin de 1990. L'ambition de Stone est de faire un album plus technique que les précédents (dû en partie au changement de guitariste). Mais il est mal accueilli par la presse et par les fans, car trop complexe, leur popularité commence à baisser. De plus, le Death metal est un style qui commence à prendre le dessus en Finlande aux dépens de Stone et du style thrash metal qui paraît pour certains fans démodé. L'album est dédié à Jallu Mantila, un ami proche du groupe décédé cette même année. Il contient des titres phares comme Stone Cold Soul, White Worms et une reprise de Led Zeppelin, Friends.
En 1991, leur dernier album, Emotional Playground, est publié. Il est moins technique que le précèdent mais Janne Joutseniemmi veut pousser les limites du thrash le plus loin possible. Emotional Playground en est l'exemple, chanson expérimentale complètement différente du répertoire habituel. Le groupe annonce qu'à la fin de leur dernière tournée, Stone s'arrête pour raisons de divergences musicales. Le groupe est dissous en septembre 1991. Un album live sera tiré de la tournée, Free, sorti en 1992 (le nom de l'album est un hommage à Jimi Hendrix pour la chanson Stone Free).
Durant son existence, Stone est sponsorisé par la marque américaine Jackson Guitars. Roope et Jiri jouaient sur des Jackson Rhandy Rhoads Custom, Janne utilise une basse personnalisée Jackson. Roope et Jiri utilisaient un pré-ampli GP-1000 Lee Jackson, un ampli de puissance VHT, un effet Alesis QuadraVerb GT, et Marshall JCM 900 Cabinets.

### Post-Stone

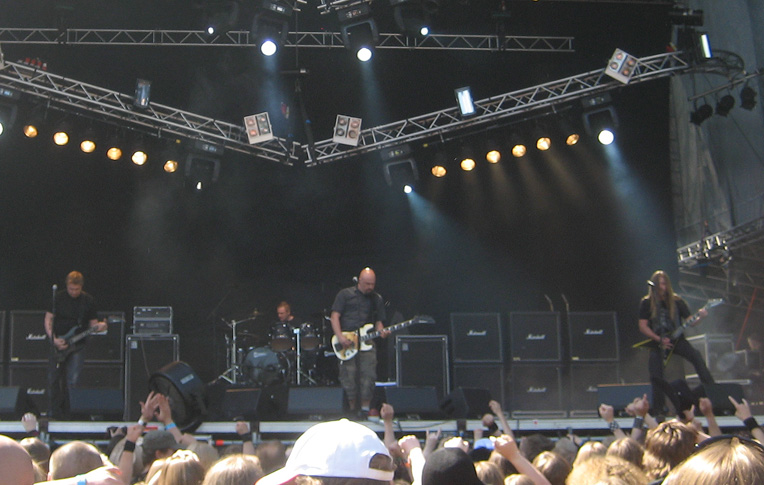
Stone sur scène en 2008.

En 1998 sort une compilation StoneAge. En 2004, le groupe est redécouvert par une nouvelle génération, du fait que Roope Latvala ait intégré cette année-là Children of Bodom. Au début de 2007 parait le DVD Get Stoned, Stay Stoned, qui contient entre autres des clips, des lives et des interviews.
Depuis leur dissolution, le groupe fait des apparitions scéniques (liste non exhaustive). En 2000, Stone joue au Nummi Rock et au Tuska. Ils jouent plus tard, en 2008, au Sauna Open Air, Jurassic Rock, au Nosturi Helsinki (30/05), au Tavastia (24-25/10). Ils jouent en été 2009 au Ruis Rock. Ils participent en 2013 au Provinssirock.

## Autres formations
La plupart des membres sont encore actifs dans l'industrie musicale. Roope Latvala publie en 1994 un album instrumental intitulé Plays Wooden Eye, avec son frère Jussi Latvala, sous le nom Latvala Bros. Il rejoint ensuite pour un temps le groupe Dementia. Entre 1996 et 2001, il fait partie de la formation Waltari, et rejoint Alexi Laiho dans ses deux groupes Sinergy et Children of Bodom (à la suite du départ de Alexander Kuoppala). 
Janne Joutsenniemi fonde Suburban Tribe peu après la dissolution de Stone. Jiri Jalkanen rejoint le groupe de son père, le Kari Tapio Orchestra. Pekka Kasari rejoint le groupe Amorphis, puis le groupe Demolisher. Markku Niiranen joue pendant un certain temps dans Corporal Punishment.

## Discographie

### Albums studio
- 1988 : Stone
- 1989 : No Anaesthesia!
- 1990 : Colours
- 1991 : Emotional Playground

### Compilations
- 1992 : Free (album live)
- 1998 : StoneAge
- 2008 : Stone 2.0

### Singles
- 1987 : Real Delusion / The Day of Death (7" EP)
- 1988 : Back To The Stoneage / Symptom of the Universe (12" EP)
- 1988 : Get Stoned / No Commands (12" EP)
- 1990 : Empty Suit / Friends

### Promos
- 1991 : Mad Hatter's Den

### Compilations
- 1987 : Suomi rock 1987
- 1988 : Suomi rock 1988
- 1992 : Reindeer Rock 92 - Rock from Finland
- 1993 : Get on - Compilation of Rock

## Vidéographie
- Get Stoned
- Overtake
- Real Delusion
- Stone Cold Soul
- 2007 : Get Stoned Stay Stoned (DVD)